# 山名政氏
山名 政氏（やまな まさうじ）は、鎌倉時代末期から南北朝時代にかけての武将。

## 略歴
山名義俊の子として誕生。
新田義貞が足利尊氏に対し挙兵すると、総領家である新田氏方にはつかず、室の親戚の足利氏方についた。室町幕府成立後もそのまま尊氏に従っている。
家督は子・時氏が継いだ。